# キョクヨーフーズ
キョクヨーフーズ株式会社は、愛媛県北宇和郡松野町に本社を置く企業。極洋のグループ会社である。
カニ風味かまぼこ（カニカマ）や水産調理品の製造を行っており、カニカマは国内年間生産量5万トンのうち、1割以上になる6千トン以上を製造していている。

## 沿革
- 1984年10月 - 「キョクヨーフーズ株式会社」設立。
- 1985年6月 - カニカマ（カニ風味かまぼこ）の輸出専門会社として生産開始。
- 1986年3月 - 国内向けオーシャンキング･サラダタイプ販売開始。
- 1990年4月 - 調理品生産を開始。
- 1994年
  - 6月 - 工場及び原料処理場増設。
  - 11月 - 厚生棟（管理棟2階）、排水処理場増設。
- 1996年7月 - スパイラルフリーザー1基（2号機）増設。
- 1999年3月 - HACCP承認。
- 2001年12月 - ISO9001認証取得。
- 2003年
  - 4月 - 対米HACCP承認。
  - 12月 - ISO14001認証取得。
- 2009年11月 - 製造工場増設。スパイラルフリーザー1基（3号機）、アンモニア・二酸化炭素冷媒冷凍設備設置。
- 2012年12月 - 動植物残渣処理装置の導入。
- 2014年
  - 3月 - スパイラルフリーザー1号機、アンモニア・二酸化炭素冷媒冷凍設備に更新。
  - 8月 - フードディフェンス対策として、カメラシステム導入。
- 2015年3月 - たらば風スティック（かにごこち）製造設備導入。
- 2017年8月 - スパイラルフリーザー2号機、アンモニア・二酸化炭素冷媒冷凍設備更新。
- 2018年
  - 5月 - 梱包ラインをロボット化、多関節ロボットアーム設置。
  - 7月 - 最新蒸気連続殺菌・冷却装置導入。製造設備増設。冷却水用設備更新。X線異物検出機設置。